# 臺灣總督
臺灣總督（日语：〔〕／ Taiwan Sōtoku */?）是指台灣在1895年到1945年期間受大日本帝國統治時，由日本天皇所指派的總督。在這半個世紀期間，日本政府共派任19位總督，官等為親任官。

## 台灣日占時期分期
日治時期，台灣總督就是擁有行政權、軍事力量和立法權的絕對權力者。透過台灣總督府官署系統，台灣總督幾乎掌控所有行政資源。此外，總督尚可隨意任命和左右法官、檢察官並鎮壓島內反對力量。日本雖說是以殖民心態經營台灣，但歷任總督或總督府官署系統中，仍出現不少稱職的技術官僚。
依其對台統治原則來劃分為三個時代：前期武官總督、文官總督時代以及後期武官總督。實際上，無論是前期以軍人為主的武官總督，或是大正及昭和年代初期來台的文官總督，還是後期軍人當政的日本內閣所派任的總督，19位總督中，第2至5任的桂太郎、乃木希典、兒玉源太郎、佐久間左馬太與第11任的上山滿之進皆出身原為長州藩的山口縣（出身該縣的日本首相數亦位居各都道府縣之冠），共統治臺灣將近21年。
另外，在文官總督時期，總督一直向來都是與頻繁地發生的中央政壇之異動同進退；故此，為了當時的內閣（以政黨為主）更動，時常有連格局、才幹都有問題的庸才也能擔任總督。之後，因為盧溝橋事件爆發，有意控制華南的海軍決定從自己人選出總督（即小林躋造），使總督回復武官擔任。。
雖然在台日軍（第十方面軍）於1945年10月25日在台北公會堂向盟軍投降，但臺灣總督府官制直到1946年5月31日才正式廢止。

## 臺灣總督列表
| 任數             | 姓名             | 肖像             | 出身             | 就任             | 離任             | 軍銜             | 政黨             | 天皇     |
| 初期武官總督時代 | 初期武官總督時代 | 初期武官總督時代 | 初期武官總督時代 | 初期武官總督時代 | 初期武官總督時代 | 初期武官總督時代 | 初期武官總督時代 |          |
| ---------------- | ---------------- | ---------------- | ---------------- | ---------------- | ---------------- | ---------------- | ---------------- | -------- |
| 1                | 樺山資紀         |                  | 鹿儿岛县         | 1895年5月10日    | 1896年6月2日     | 海軍大将         | 無黨籍           | 明治天皇 |
| 2                | 桂太郎           |                  | 山口县           | 1896年6月2日     | 1896年10月14日   | 陸軍中將         | 無黨籍           | 明治天皇 |
| 3                | 乃木希典         |                  | 山口县           | 1896年10月14日   | 1898年2月26日    | 陸軍中將         | 無黨籍           | 明治天皇 |
| 4                | 兒玉源太郎       |                  | 山口县           | 1898年2月26日    | 1906年4月11日    | 陸軍中將         | 無黨籍           | 明治天皇 |
| 5                | 佐久間左馬太     |                  | 山口县           | 1906年4月11日    | 1915年5月1日     | 陸軍大將         | 無黨籍           | 明治天皇 |
| 5                | 佐久間左馬太     | 大正天皇         | 山口县           | 1906年4月11日    | 1915年5月1日     | 陸軍大將         | 無黨籍           |          |
| 6                | 安東貞美         |                  | 长野县           | 1915年5月1日     | 1918年6月6日     | 陸軍大將         | 無黨籍           |          |
| 7                | 明石元二郎       |                  | 福冈县           | 1918年6月6日     | 1919年10月24日   | 陸軍大將         | 無黨籍           |          |
| 文官總督時代     |                  |                  |                  |                  |                  |                  |                  |          |
| 8                | 田健治郎         |                  | 兵库县           | 1919年10月29日   | 1923年9月2日     | 無軍銜           | 立憲政友會       |          |
| 9                | 內田嘉吉         |                  | 東京府           | 1923年9月6日     | 1924年9月1日     | 無軍銜           | 立憲政友會       |          |
| 10               | 伊澤多喜男       |                  | 長野縣           | 1924年9月1日     | 1926年7月16日    | 無軍銜           | 宪政会           |          |
| 11               | 上山滿之進       |                  | 山口縣           | 1926年7月16日    | 1928年6月16日    | 無軍銜           | 宪政会           | 昭和天皇 |
| 12               | 川村竹治         |                  | 秋田县           | 1928年6月16日    | 1929年7月30日    | 無軍銜           | 立憲政友會       | 昭和天皇 |
| 13               | 石塚英藏         |                  | 福岛县           | 1929年7月30日    | 1931年1月16日    | 無軍銜           | 立憲民政黨       | 昭和天皇 |
| 14               | 太田政弘         |                  | 山形县           | 1931年1月16日    | 1932年3月2日     | 無軍銜           | 立憲民政黨       | 昭和天皇 |
| 15               | 南弘             |                  | 富山縣           | 1932年3月2日     | 1932年5月26日    | 無軍銜           | 立憲政友會       | 昭和天皇 |
| 16               | 中川健藏         |                  | 新潟县           | 1932年5月26日    | 1936年9月2日     | 無軍銜           | 立憲民政黨       | 昭和天皇 |
| 後期武官總督時代 |                  |                  |                  |                  |                  |                  |                  | 昭和天皇 |
| 17               | 小林躋造         |                  | 廣島縣           | 1936年9月2日     | 1940年11月27日   | 海軍大將         | 無黨籍           | 昭和天皇 |
| 18               | 長谷川清         |                  | 福井縣           | 1940年11月27日   | 1944年12月1日    | 海軍大將         | 無黨籍           | 昭和天皇 |
| 19               | 安藤利吉         |                  | 宮城縣           | 1944年12月30日   | 1945年10月25日   | 陸軍大將         | 無黨籍           | 昭和天皇 |

### 附記
1. ↑  病逝於任內，為唯一病逝於臺灣的臺灣總督。
2. ↑  任命日。正式上任日為11月11日
3. ↑  因處理霧社事件不當，於1931年1月引咎辭職。

- 註：高島鞆之助曾任唯一一任臺灣副總督，該職位於1895年設置，隔年廢止。